# Wegwerphuisje
Het Wegwerphuisje is een kunstwerk in Amsterdam Nieuw-West.
Het is een creatie van kunstenaar Herman Makkink. Het huisje staat in een talud van de Cornelis Lelylaan nabij de Sloterplas. Makkink maakte een klein huis, dat allerlei soorten voegwerk (of het ontbreken daarvan) van baksteen laat zien: horizontaal, verticaal, diagonaal, zaagfiguur etc. Het heeft ook gemetselde cirkels. Er zijn ook overstekken in het huisje verwerkt. Het huisje moet het echter zonder ramen of deuren doen. Door de plaats waar het staat lijkt het of zomaar is neergezet om ervan af te zijn; een wegwerphuisje. Anderen (Buitenbeeld in beeld) zien er een steeds maar gerepareerde ruïne in of een weergave van verspijkerde tuinbouwschuren, die hier eens stonden.

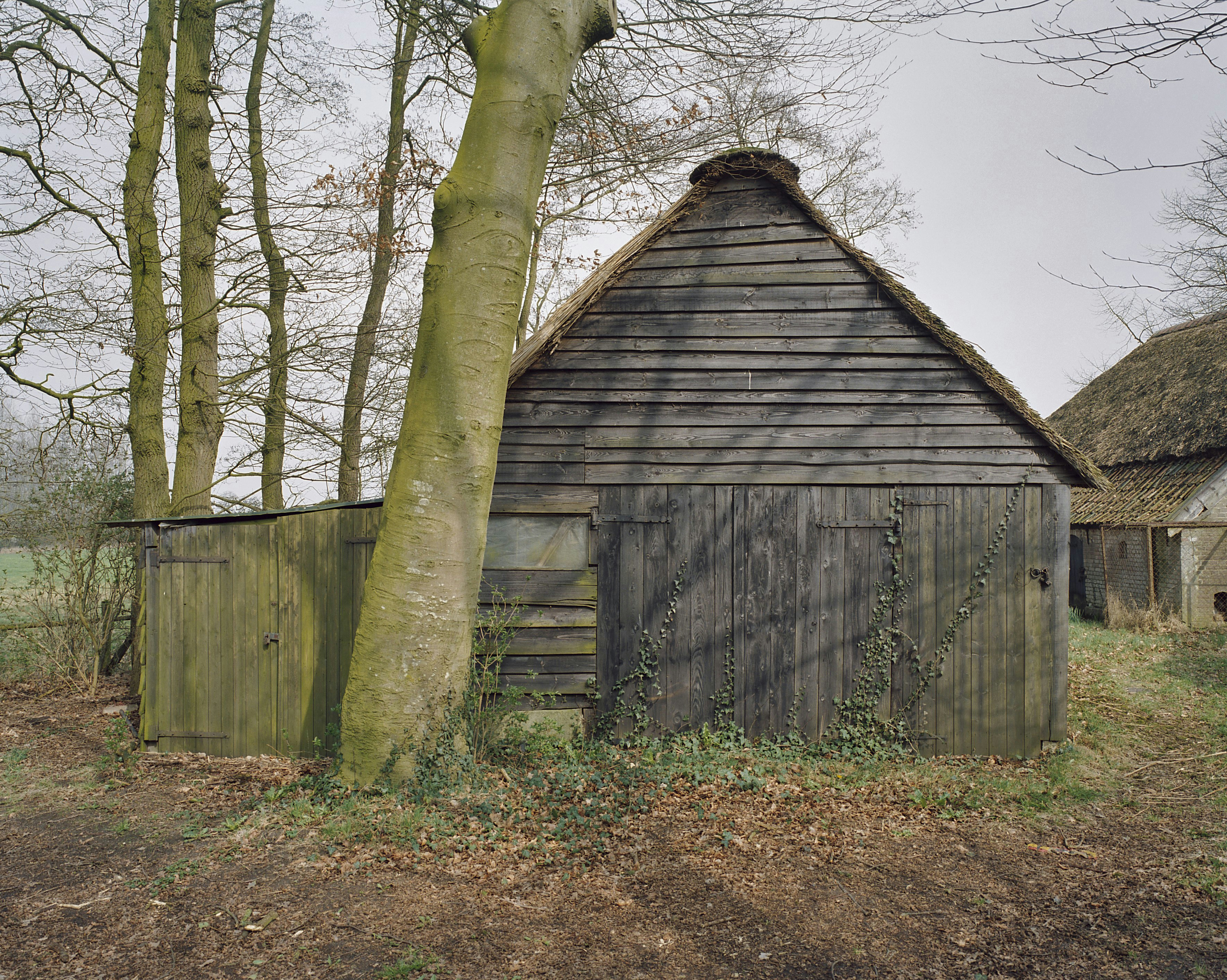
Schuur in Putten (2013)

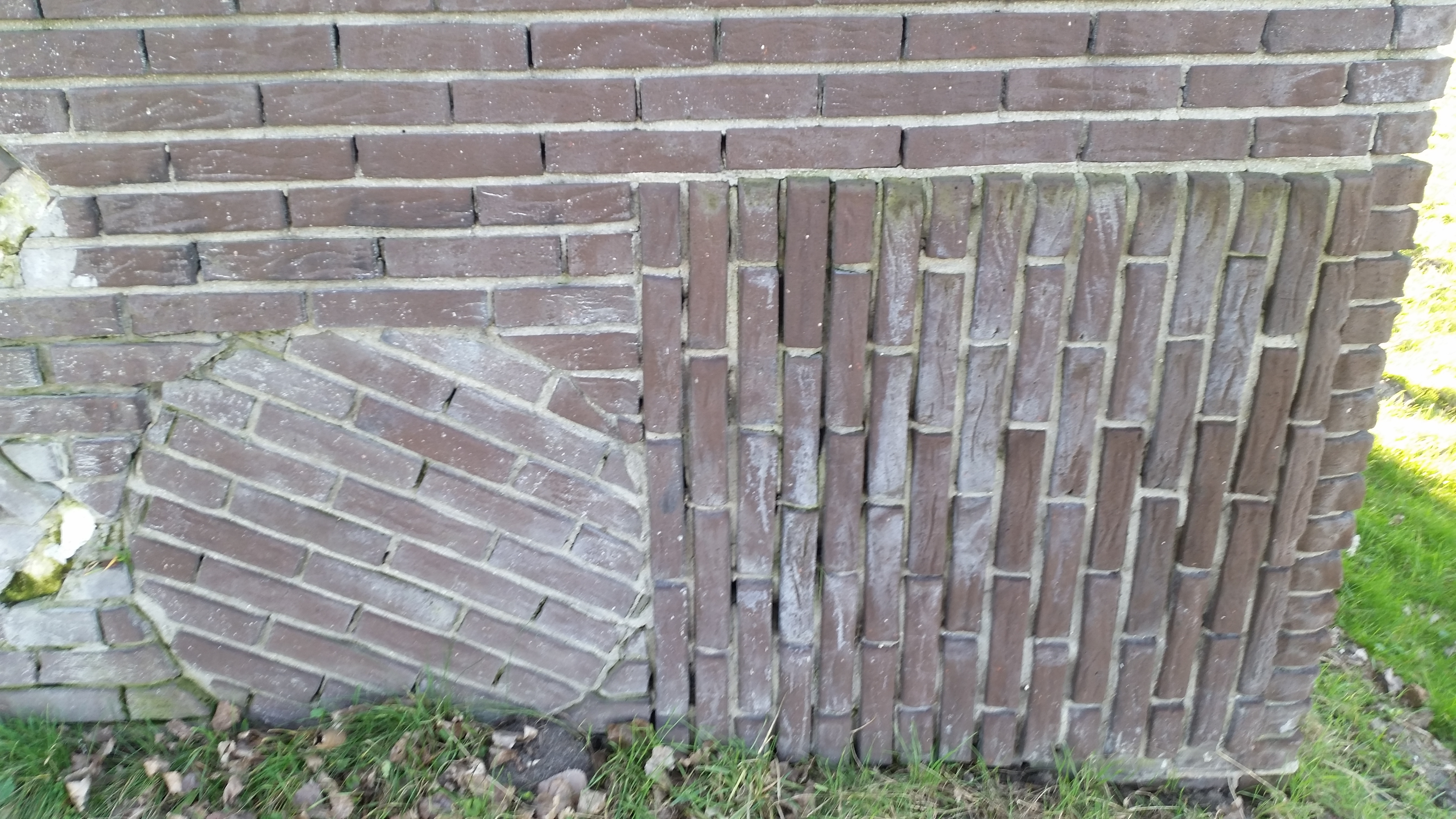
Voegwerk Wegwerphuisje (februari 2019)